# Provalivka, Liubar
Provalivka (în ucraineană Провалівка) este un sat în comuna Pedînka din raionul Liubar, regiunea Jîtomîr, Ucraina.

## Demografie
Componența lingvistică a localității Provalivka
     Ucraineană (99,54%)
     Alte limbi (0,46%)
Conform recensământului din 2001, majoritatea populației localității Provalivka era vorbitoare de ucraineană (99,54%), existând în minoritate și vorbitori de alte limbi.